# Ferry Porsche
Ferry Porsche, właśc. Ferdinand Anton Ernst Porsche (ur. 19 września 1909 w Wiener Neustadt, zm. 27 marca 1998 w Zell am See) – austriacki projektant techniczny samochodów, przedsiębiorca oraz szef Porsche. Uczestniczył w rozwoju Auto Union. Syn znanego konstruktora pojazdów Ferdinanda.